# Piotr Wiatrowski
Piotr Wiatrowski – polski prawnik, radca prawny, doktor habilitowany nauk prawnych, profesor nadzwyczajny Uniwersytetu Ekonomicznego w Krakowie, specjalista w zakresie prawa karnego.

## Życiorys
W 1991 ukończył studia magisterskie z prawa, a w 1997 studia doktoranckie na Wydziale Prawa i Administracji Uniwersytetu Jagiellońskiego. Tam też w 1997 na podstawie napisanej pod kierunkiem prof. Kazimierza Buchały rozprawy pt. Przestępstwo rozboju w polskim prawie karnym otrzymał stopień naukowy doktora nauk prawnych. W 2013 na tym samym wydziale nadano mu stopień doktora habilitowanego nauk prawnych.
Był zatrudniony w Powszechnym Banku Kredytowym, w Samorządowym Kolegium Odwoławczym i w krakowskich szkołach wyższych. 
Został profesorem nadzwyczajnym w Katedrze Prawa Administracyjnego i Zamówień Publicznych Uniwersytetu Ekonomicznego w Krakowie
Wykonuje zawód radcy prawnego.